# Théorie des jeux dans les réseaux de communication
 (novembre 2023).
La mise en forme du texte ne suit pas les recommandations de Wikipédia : il faut le « wikifier ».
Les points d'amélioration suivants sont les cas les plus fréquents. Le détail des points à revoir est peut-être précisé sur la page de discussion.
- Les titres sont pré-formatés par le logiciel. Ils ne sont ni en capitales, ni en gras.
- Le texte ne doit pas être écrit en capitales (les noms de famille non plus), ni en gras, ni en italique, ni en « petit »…
- Le gras n'est utilisé que pour surligner le titre de l'article dans l'introduction, une seule fois.
- L'italique est rarement utilisé : mots en langue étrangère, titres d'œuvres, noms de bateaux, etc.
- Les citations ne sont pas en italique mais en corps de texte normal. Elles sont entourées par des guillemets français : « et ».
- Les listes à puces sont à éviter, des paragraphes rédigés étant largement préférés. Les tableaux sont à réserver à la présentation de données structurées (résultats, etc.).
- Les appels de note de bas de page (petits chiffres en exposant, introduits par l'outil «  Source ») sont à placer entre la fin de phrase et le point final[comme ça].
- Les liens internes (vers d'autres articles de Wikipédia) sont à choisir avec parcimonie. Créez des liens vers des articles approfondissant le sujet. Les termes génériques sans rapport avec le sujet sont à éviter, ainsi que les répétitions de liens vers un même terme.
- Les liens externes sont à placer uniquement dans une section « Liens externes », à la fin de l'article. Ces liens sont à choisir avec parcimonie suivant les règles définies. Si un lien sert de source à l'article, son insertion dans le texte est à faire par les notes de bas de page.
- La présentation des références doit suivre les conventions bibliographiques. Il est recommandé d'utiliser les modèles {{Ouvrage}}, {{Chapitre}}, {{Article}}, {{Lien web}} et/ou {{Bibliographie}}. Le mode d'édition visuel peut mettre en forme automatiquement les références.
- Insérer une infobox (cadre d'informations à droite) n'est pas obligatoire pour parachever la mise en page.

Pour une aide détaillée, merci de consulter Aide:Wikification.
Si vous pensez que ces points ont été résolus, vous pouvez retirer ce bandeau et améliorer la mise en forme d'un autre article.
La théorie des jeux a été utilisée comme outil pour modéliser et étudier les interactions entre les radios intelligentes envisagées pour fonctionner dans les futurs systèmes de communication. Ces terminaux auront la capacité de s'adapter au contexte dans lequel ils opèrent, grâce éventuellement à un contrôle de la puissance et du débit ainsi qu'à la sélection des canaux. Les agents logiciels intégrés dans ces terminaux seront potentiellement égoïstes, ce qui signifie qu'ils essaieront uniquement de maximiser le débit/la connectivité du terminal pour lequel ils fonctionnent, plutôt que de maximiser le bien-être (capacité totale) du système dans lequel ils opèrent. Ainsi, les interactions potentielles entre eux peuvent être modélisées à travers des jeux non coopératifs. Les chercheurs dans ce domaine s'efforcent souvent de déterminer les points de fonctionnement stables des systèmes composés de terminaux aussi égoïstes, et tentent de proposer un ensemble minimum de règles (étiquette) afin de garantir que la perte d'optimalité par rapport à un cadre coopératif , contrôlé de manière centralisée soit maintenue au minimum.

## Théorie des jeux non coopératifs dans la recherche sur les réseaux sans fil
La théorie des jeux, ou l'étude de la prise de décision stratégique, est largement utilisée dans la recherche sur les réseaux sans fil pour développer la compréhension des points de fonctionnement stables pour les réseaux constitués de nœuds autonomes/égoïstes. Les nœuds sont considérés comme les joueurs. Les fonctions utilitaires sont souvent choisies pour correspondre au taux de connexion atteint ou à des mesures techniques similaires.

### Jeux à accès moyen pour 802.11 WLAN
Diverses études ont analysé les problèmes de gestion des ressources radio dans les réseaux WLAN 802.11. Dans de telles études sur l'accès direct, les chercheurs ont considéré des nœuds égoïstes, qui tentent de maximiser leur propre utilité (débit) uniquement et contrôlent leurs probabilités d'accès aux canaux pour maximiser leurs utilités.

### Jeux de contrôle de puissance dans les systèmes CDMA
Le contrôle de puissance ("Power Control Games")  fait référence au processus par lequel les mobiles dans les paramètres cellulaires CDMA (Code Division Multiple Access) ajustent leur puissance de transmission afin de ne pas créer d'interférences inutiles avec d'autres mobiles, en essayant néanmoins d'atteindre la qualité de service requise. Le contrôle de la puissance peut être de nature centralisée dans laquelle la station de base dicte et attribue les niveaux de puissance d'émission aux mobiles en fonction de la qualité de leur liaison, ou ils peuvent être distribués, dans ce cas les mobiles mettent à jour leur puissance de manière autonome, indépendamment de la station de base, en fonction de la qualité de service perçue. Dans de tels contextes distribués, les mobiles peuvent être considérés comme des agents (acteurs) égoïstes qui tentent de maximiser leur utilité (souvent modélisée par les débits associés). La théorie des jeux est considérée comme un outil puissant pour étudier de tels scénarios.

## Théorie des jeux coopératifs (coalitions) dans la recherche sur les réseaux sans fil

### Théorie des jeux coopérative dans les réseaux sans fil
La théorie des jeux coopérative est une branche de la théorie des jeux qui traite du comportement coopératif. Dans un jeu de coalition, l'idée clé est d'étudier la formation de groupes coopératifs, c'est-à-dire de coalitions entre plusieurs acteurs. En coopérant, les joueurs peuvent renforcer leur position dans un jeu donné ainsi qu'améliorer leurs utilités. Dans ce contexte, la théorie des jeux coopérative s’avère être un outil puissant pour modéliser le comportement coopératif dans de nombreuses applications de réseaux sans fil telles que les réseaux radio cognitifs, les systèmes sans fil, la sécurité de la couche physique, le MIMO virtuel, entre autres,,.

## Voir également
- Réseau maillé